# Henri-Paul Motte
Henri-Paul Motte (Parigi, 13 dicembre 1846 – Bourg-la-Reine, 1º aprile 1922) è stato un pittore francese, specializzato in quadri a soggetto storico.

## Biografia
Allievo di Jean-Léon Gérôme, a partire dal 1874 fu tra gli artisti presenti al Salone di Parigi, anno in cui debuttò con il dipinto Le cheval de Troie (Il cavallo di Troia). Nel 1892 ottenne la Legion d'Onore, nel 1900 fu premiato all'Esposizione Universale. Fra le sue opere più famose va menzionato L'assedio de La Rochelle, dipinto che raffigura il cardinale Richelieu sovrintendere alle operazioni militari che nel 1628 portarono alla conquista dell'ultima roccaforte protestante in Francia.

## Opere
- Le cheval de Troie (Il cavallo di Troia) (1874; Wadsworth Atheneum, Hartford, Connecticut)
- Baal Moloch dévorant les prisonniers de guerre à Babylone (Baal Moloch divora i prigionieri di guerra a Babilonia) (1876; museo nazionale di belle arti di Algeri)
- Passage du Rhône par l'armée d'Annibal (L'esercito di Annibale attraversa il Rodano) (1878)
- Circé et les compagnons d'Ulysse (Circe e i compagni di Ulisse) (1879)
- César s'ennuie (Cesare si annoia) (1880)
- Le Cardinal de Richelieu au siège de La Rochelle (Il cardinale Richelieu all'assedio di La Rochelle) (1881; musée d'Orbigny Bernon, La Rochelle)
- La fiancée de Bélus (La fidanzata di Belus) (1885)
- Vercingétorix se rend à César (Vercingetorige si consegna a Cesare) (1886)
- Les oies du Capitole (Le oche del Campidoglio) (1889)
- Napoléon au trône de Charlemagne (Napoleone davanti al trono di Carlo Magno) (1898)

## Galleria d'immagini

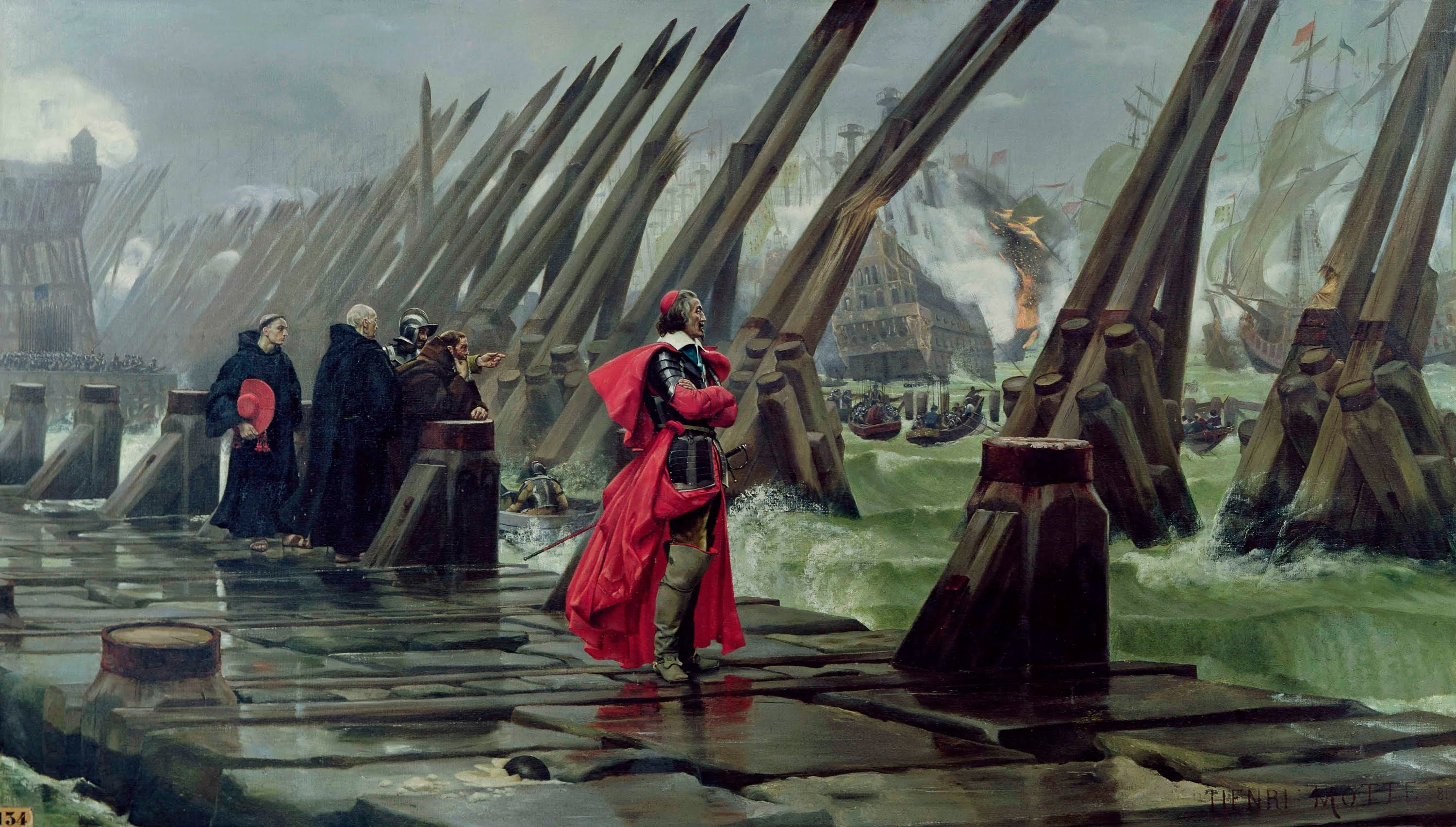
Il cardinale Richelieu all'assedio di La Rochelle
L'esercito di Annibale attraversa il Rodano
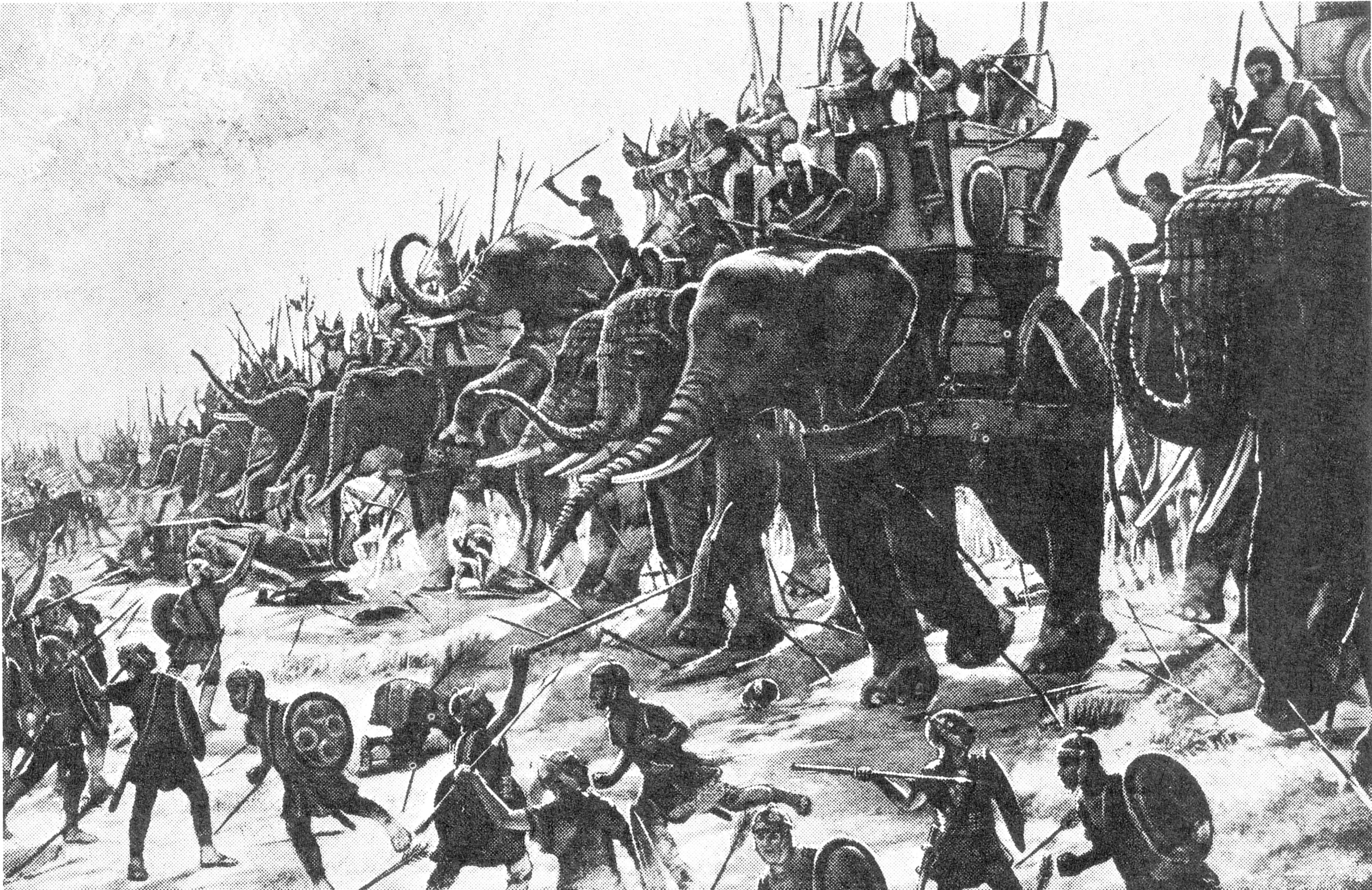
La battaglia di Zama
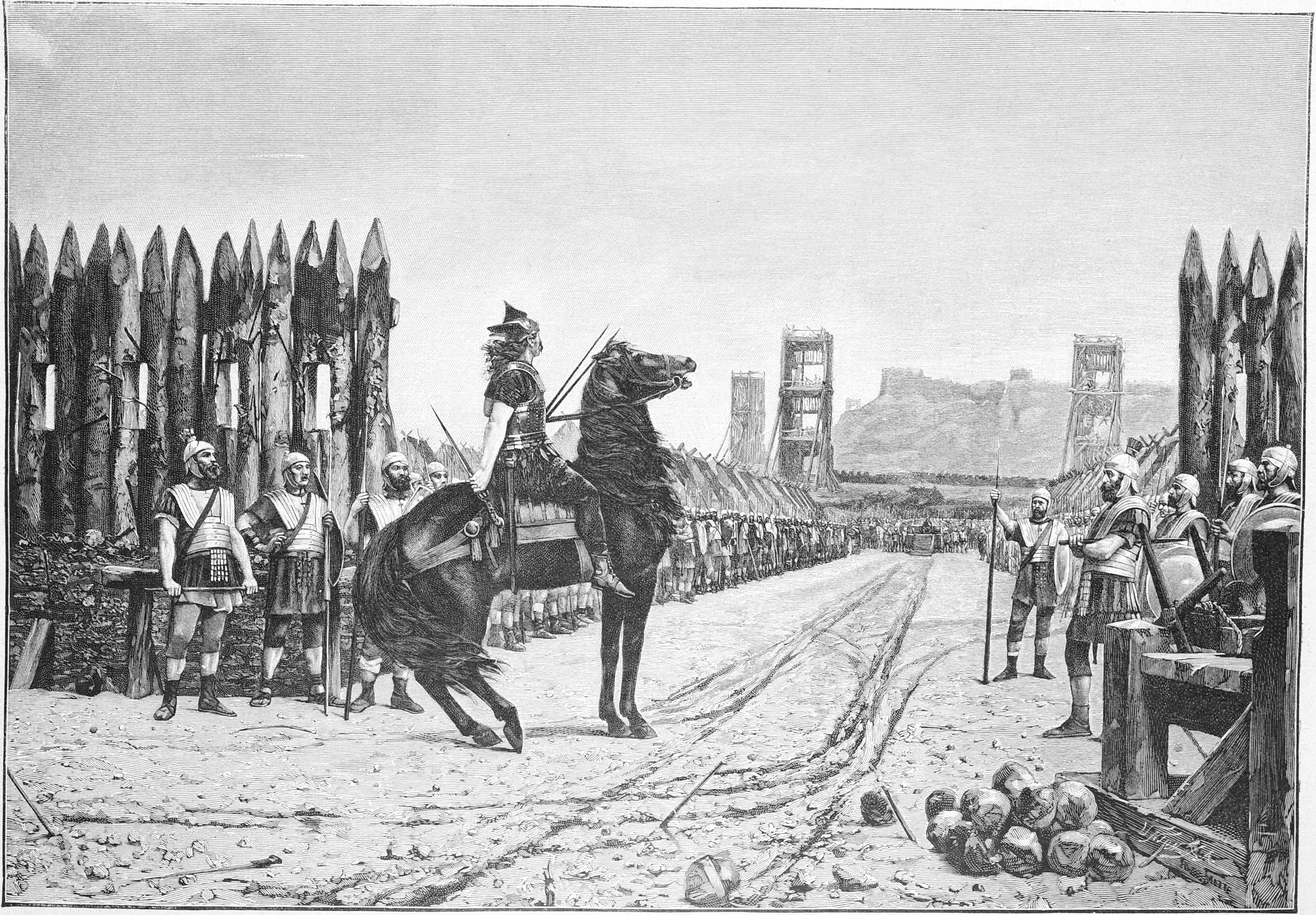
Vercingetorige si consegna a Cesare
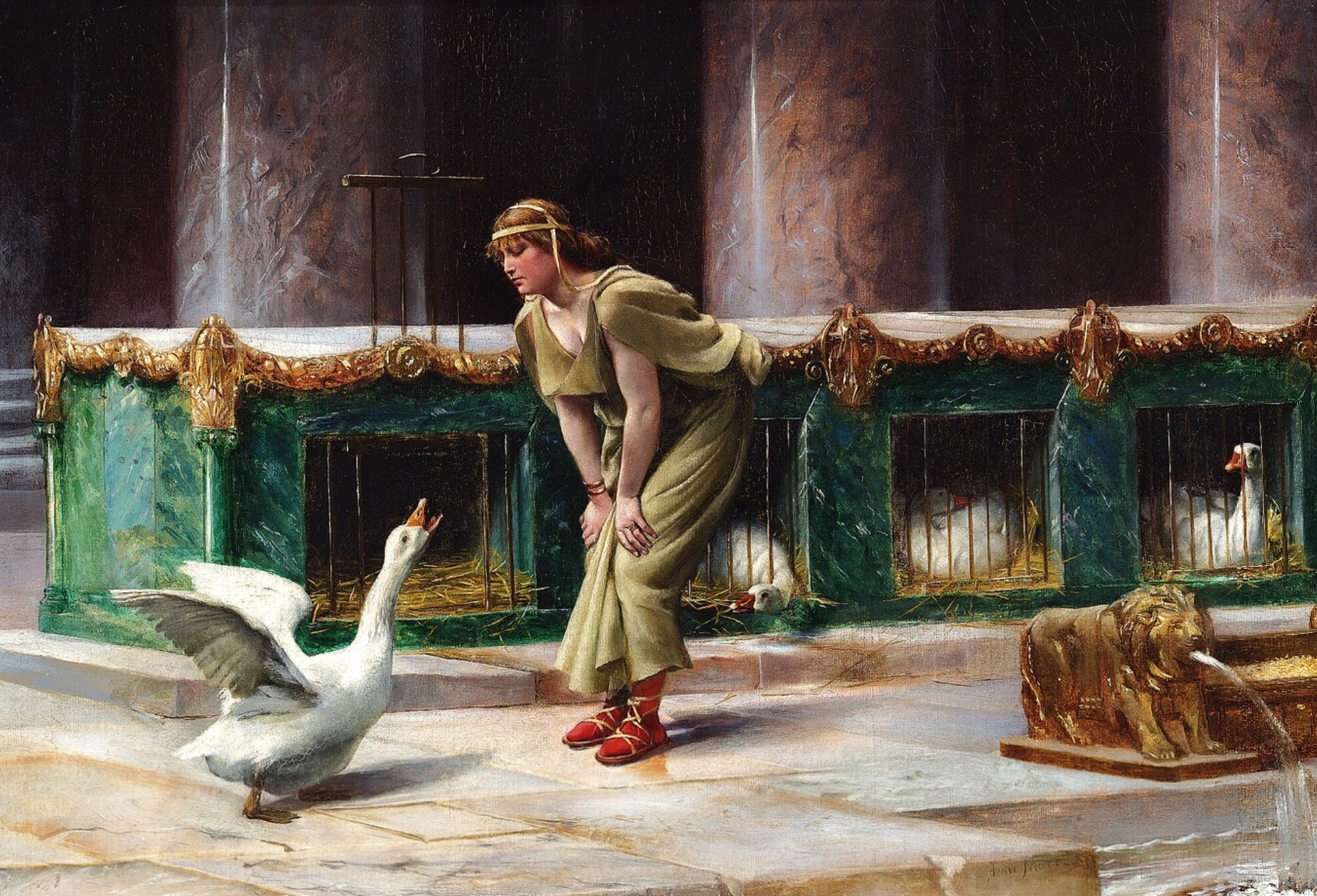
Le oche del Campidoglio
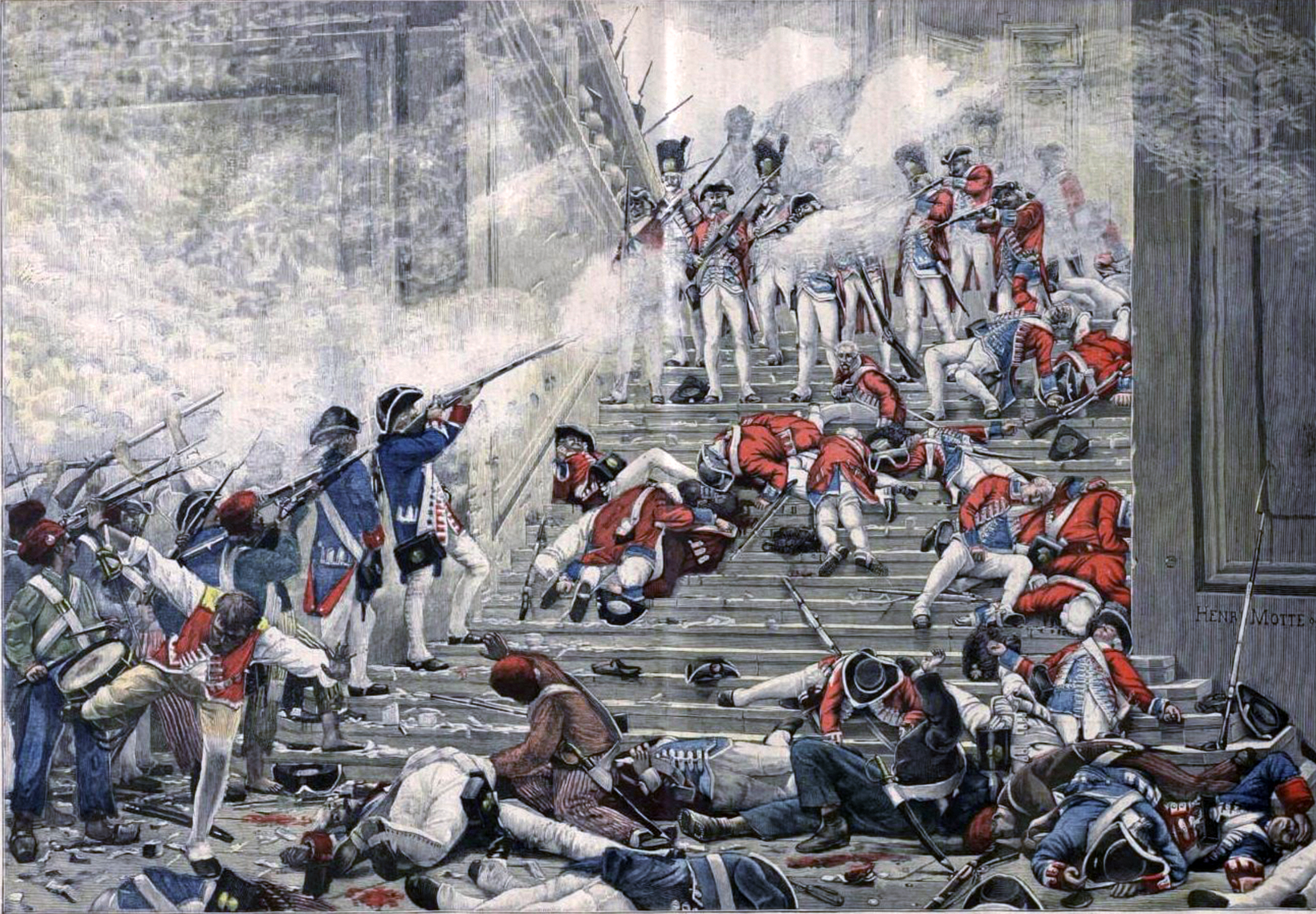
La Guardia Svizzera sullo scalone del palazzo durante l'assalto alle Tuileries del 1792